# Flashblock
Flashblock是一个为Firefox和基于Mozilla Application Suite的网页浏览器开发的屏蔽插件内容的浏览器扩展。Flashblock允许用户阻止Flash、Java、Silverlight等浏览器插件元素的自动下载，直到用户点击插件原位置的屏蔽标签才开始下载和显示插件内容，能起到防止Flash广告、避免插件泄露隐私和导致安全问题，以及显示过多的浏览器插件内容而拖慢浏览器性能的效果。